# 소유권

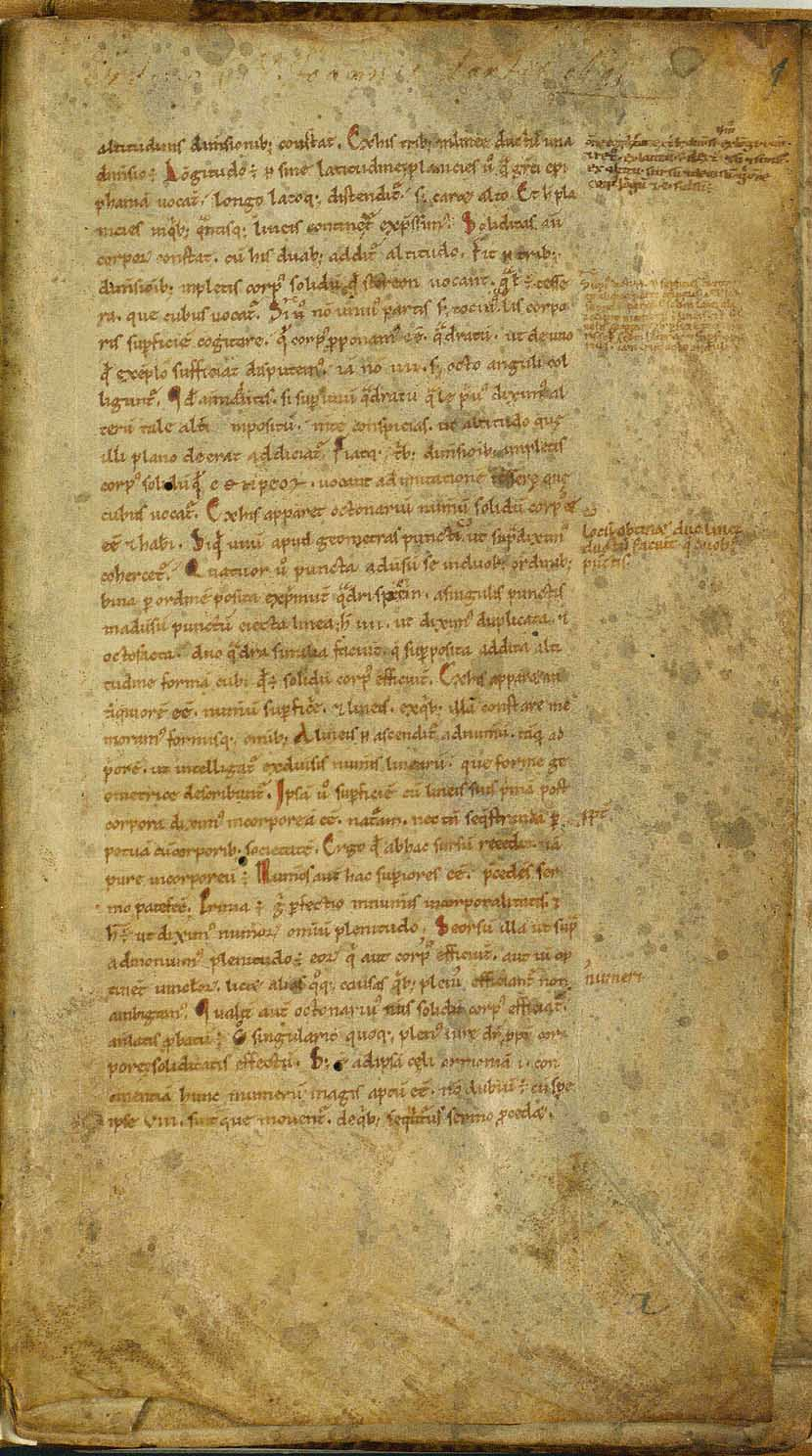

소유권(所有權)은 물건을 자신의 물건으로서 직접적·배타적·전면적으로 지배하여 사용·수익·처분할 수 있는 사법(私法)상의 권리를 말한다. 물권(物權)에 있어서 가장 기본적이고 대표적인 권리이다. 이러한 소유권은 본질적으로 물건이 갖는 사용가치와 교환가치를 전면적으로 지배할 수 있는 권리이자 완전물권이라는 점에서 물건이 갖는 가치의 일부만을 지배할 수 있는 제한물권과 구별된다. :484

## 연혁
근대의 소유권은 토지에 대한 복잡한 봉건적인 제약을 폐지하고자 만들어졌다. 1789년의 프랑스의 인간과 시민에 관한 선언은 소유권을 '신성불가침'한 것으로서 소유권의 절대성을 표방하고, 사유재산제의 기초를 확립하였다. 일본의 경우도 "대일본제국헌법" 제27조 1항에서 "일본신민은 그의 소유권을 침해받지 아니한다"고 규정하여 이와 같은 형태를 취하였다. 따라서, 국가가 이를 간섭하거나 제한하는 것을 부정당한 것으로 인식하고, 소유권은 절대적인 것으로서 원칙적으로 무제한한 것으로 생각하였으나  20세기에 들어와 소유권 절대화에 따른 부작용이 사회문제화되면서 사권의 공공성이 강조되기 시작하여, 이것을 시정하기 위한 시도가 이루어졌다. 1919년의 바이마르 헌법 제153조 3항은 "소유권은 의무를 수반한다"(Eigentum verpflichtet.)고 규정한 것은 이러한 노력을 나타낸다. 일본 헌법에서는 "공공의 복지"(제29조 제2항)에 의해, 소유권에 많은 제한이 부과되고 있다.  현재에는 공중위생이나 소방 등의 경찰적인 제한뿐만 아니라, 도시계획이나 환경보전 분야 등, 행정법적인 많은 제한이 가해지고 있다. 즉 소유권을 제한하는 헌법과 법률 등이 제정되어 소유권은 이제 제한할 수 있는 권리로 인식된다. 오늘날에는 소유권의 횡포를 억제하고 공공의 복리를 꾀하기 위하여 사회적·경제적 필요에서 소유권을 원칙적으로 제한 가능한 것이며 오히려 법률이 허용하는 범위내에서만 그 존재가 가능한 것으로 생각하기에 이르렀다. 대한민국 헌법에서도 "재산권의 행사는 공공복리에 적합하도록 하여야 한다"고 규정하고(헌법 제24조 제2항), 대한민국 민법에서도 제2조에서 "신의성실의 원칙"과 "권리남용금지"를 규정하고 나아가 민법 제211조에서는 소유권의 내용을 "법률의 법위내에서" 사용 · 수익 · 처분할 수 있다고 규정하고 있다.

## 대한민국에서 소유권

### 민법의 규정
대한민국 민법 제211조에서는 "소유자는 법률의 범위내에서 그 소유물을 사용, 수익, 처분할 권리가 있다."고 규정하고 있다. 일본 민법에서는 "법령의 제한 내에서 자유롭게 그 소유물을 사용, 수익 및 처분할" 권리(일본 민법 제206조)로 규정한다.

### 헌법 상 재산권과의 관계
대한민국 헌법 제23조에서 "모든 국민의 재산권은 보장된다. 그 내용과 한계는 법률로 정한다."(제1항), "재산권의 행사는 공공복리에 적합하도록 하여야 한다."(제2항), "공공필요에 의한 재산권의 수용·사용 또는 제한 및 그에 대한 보상은 법률로써 하되, 정당한 보상을 지급하여야 한다."(제3항)고 규정하고 있다. 소유권보장의 원칙은 민법 전반을 지배하는 기본원리로서 소유권의 취득을 가능케 하는 법률행위자유의 원칙과 밀접하게 관련되어 있다. 즉 소유권이 인정되고 보장됨으로써 인간은 영업의 활동, 거주이전, 직업선택의 자유 등을 향유할 수 있고, 나아가 인격의 자유로운 전개를 가능케 하는 물질적 기초를 제공하는 것이다. 따라서 소유권의 보장은 법률행위자유의 원칙, 즉 계약자유의 원칙의 전제가 되는 것이다. 이러한 헌법 조항에 따라 대한민국 민법은 대한민국 헌법의 소유권보장원칙에 기초하여 대한민국 민법 제211조에서 사유재산제도와 관련하여 사적 생활에 있어서 소유권이 기본적으로 보장될 것을 예정하고 있다. :484

### 성격
소유권은 권리의 성격상 관념성을 가진다. 즉 대한민국 민법은 사실상의 지배인 점유권과 법률상의 지배인 소유권을 준별하는 체계를 취하고 있으므로 소유권은 현실적 지배와 단절된 관념적 지배권이다. :484~485

### 내용상 특성
소유권은 물건의 사용가치와 교환가치 등 기타 모든 가치에 대하여 전면적으로 작용한다. 대한민국 민법 및 일본 민법의 "사용, 수익"은 소유물을 자기, 타인이 물질적으로 사용하거나 소유물로부터 생기는 과실(천연과실 및 법정과실)을 취득하는 것을 말하며 물건의 사용가치를 실현하는 것을 의미한다. "처분"은 소유물이 가지는 교환가치를 실현하는 것을 뜻하며 사실적 처분(물건의 소비·개조·파괴)과 법률적 처분(양도담보권의 설정·포기)을 아우른다. 소유권은 이와 같은 물건의 사용·수익·처분권능의 총화(總和)에 불과한 것이 아니라 물건에 대하여 무엇이든 할 수 있고(소유권의 적극적 내용) 물건에 대하여 누구의 간섭도 배제할 수 있는(소유권의 소극적 내용) 물건에 관한 모든 포괄적 기능을 말한다.
- 전면성: 상술하였듯, 소유권은 그 대상이 되는 물건에 대하여 법률이 허용하는 범위 내에 한하여 전면적인 지배를 할 수 있는 권리이므로, 전면성이 있다고 할 수 있다.
- 혼일성: 소유권은 사용, 수익, 처분 등의 모든 권능이 융화되어 이루어진 권리이다. 소유권의 혼일성으로 말미암아 소유권과 제한물권이 동일인에게 귀속하면 제한물권이 혼동으로 소멸하게 된다.
- 탄력성: 소유권은 지상권 등의 제한물권으로 인하여 일정한 범위와 시간 내에서 제한을 받기도 하나, 그러한 제한이 소멸되면 당연히 완전한 지배를 회복한다.
- 항구성: 소유권은 시간적으로 존속기간이 없고 소멸시효에 걸리지 아니한다. (대한민국 민법 제162조 제2항, 일본 민법 제167조 제2항)

### 소유권의 객체
소유권의 객체는 물건에 한한다. 여기서 소유권의 객체인 물건에는 유체물 이외에 전기 기타 관리할 수 있는 자연력도 포함된다.(대한민국 민법 제98조). 채권과 같은 권리에 대하여는 소유권이 성립할 수 없다. 뿐만 아니라 공법에 의하여 성립하는 재산적 지위, 기업체와 같은 물건과 권리의 집합에 대하여도 소유권은 인정되지 않는다.

### 소유권의 제한

#### 소유권 제한의 근거 및 한계
- 헌법적 제한: 소유권도 그 권리에 내재하는 사회성 기타 공공복리에 의하여 일정한 제한을 받는다. 즉 대한민국 헌법 제23조 제1항과 대한민국 헌법 제122조의 제한을 받는다.
- 법률적 제한: 대한민국 민법 제211조는 소유자는 법률의 범위 내에서 소유권을 행사할 수 있다고 규정함으로써 소유권은 법률에 의해 그 범위가 제한되고 있다. 이는 단순한 선언적 규정이 아니라 소유권이 침해되는 경우에 소유자는 소유물반환청구권·소유물방해제거청구권·소유물방해예방청구권(제213조, 제214조) 및 손해배상청구권(제750조)을 행사함에 의하여 소유권이 보호된다는 것을 의미한다.[3]
- 제한의 한계: 아무리 소유권을 제한한다 하더라도 그 본질적 내용을 침해할 수는 없다.(대한민국 헌법 제37조 제2항)

#### 소유권 제한의 모습
소유권의 제한은 소유권 자체를 박탈하거나 또는 그 기능 중 일부를 빼앗는 방법에 의하여 행하여질 수 있고, 다른 한편으로 소유권자에 대하여 작위 또는 부작위의무를 과하거나 부담(조세)을 부과함으로써 행해지기도 한다. 소유권제한의 모습은 그 분류기준에 따라 여러가지로 나누어 질 수 있다.

##### 제한방법에 의한 분류
- 법률에 의한 소유권의 제한
  - 사법적 제한: 민법상의 제한으로는 상린관계에 의한 제한(대한민국 민법 제216조~제244조), 정당방위 또는 긴급피난에 의한 제한(대한민국 민법 제761조)이 있고, 그 밖에 특별법상의 제한으로 집합건물의소유및관리에관한법률, 신탁법, 주택임대차보호법 등에 의한 제한이 있다.
  - 공법적 제한: 문화, 산업, 국민의 복지 등 사회정책 내지 경제정책적인 견지에서 제정되는 특별법, 예컨대, 개발이익환수법, 건축법, 국토의계획및이용에관한법률, 농지법, 도로법, 문화재보호법, 산림법, 공익사업을위한토지등의취득및보상에관한법률 등에 의한 제한이 있다.
- 일반규정에 의한 소유권의 제한
  - 소유권은 구체적인 법률에 의해서 제한되는 외에 권리남용금지의 법리나 신의성실의 원칙에 의해서 일정한 제한이 가해질 수 있으며, 이를 법해석에 의한 제한이라고 하는 견해[4]와 소유권이 내용이 해석자나 법집행자에 의하여 자의적으로 제한될 가능성을 우려하여 일반규정 내지 일반조항에 의한 제한이 바람직하지 않다는 견해[1] :484~485가 있다.

## 판례
- 남의 땅에 권한없이 경작 재배한 농작물의 소유권은 그 경작자에게 있고 길이 4.5 센티미터에 불과한 못자리도 농작물에 해당한다.[5]

## 같이 보기
- 지적
- 점유권
- 국유재산